# Championnats de France d'athlétisme 1930
Navigation
Championnats 1929 Championnats 1931
Les Championnats de France d'athlétisme 1930 ont eu lieu les 19 et 20 juillet 1930 au Stade olympique Yves-du-Manoir de Colombes. Les épreuves féminines se sont déroulées le 3 août 1930 au Stade Jean-Bouin de Paris.

## Palmarès
| Discipline        | Hommes           | Hommes        | Femmes                | Femmes       |
| ----------------- | ---------------- | ------------- | --------------------- | ------------ |
| 60 m              | -                | -             | Marguerite Radideau   | 7 s 8        |
| 100 m             | Gilbert Auvergne | 10 s 6        | Marguerite Radideau   | 13 s 2       |
| 200 m             | Gilbert Auvergne | 22 s 4        | Lucienne Velu         | 28 s         |
| 400 m             | René Féger       | 49 s          | -                     | -            |
| 800 m             | Jean Keller      | 1 min 56 s    | Marguerite Battu      | 2 min 32 s 4 |
| 1 500 m           | Jules Ladoumègue | 4 min 0 s 8   | -                     | -            |
| 5 000 m           | Maurice Cuignet  | 15 min 14 s 4 | -                     | -            |
| 10 000 m          | Marius Jatteaux  | 32 min 5 s 1  | -                     | -            |
| 80 m haies        | -                | -             | Jacqueline Combernoux | 13 s 2       |
| 110 m haies       | Gabriel Sempé    | 15 s 8        | -                     | -            |
| 400 m haies       | André Adelheim   | 54 s 6        | -                     | -            |
| 3 000 m steeple   | Maurice Cuignet  | 9 min 34 s 2  | -                     | -            |
| Saut en longueur  | Claude Heim      | 7,05 m        | Germaine Brisou       | 5,18 m       |
| Saut en hauteur   | Claude Ménard    | 1,85 m        | Jacqueline Mulot      | 1,45 m       |
| Saut à la perche  | Pierre Ramadier  | 3,82 m        | -                     | -            |
| Lancer du poids   | Jules Noël       | 14,11 m       | Lucienne Velu         | 10,26 m      |
| Lancer du disque  | Jules Noël       | 45,98 m       | Lucienne Velu         | 31,49 m      |
| Lancer du marteau | Emilien Duflo    | 39,65 m       | -                     | -            |
| Lancer du javelot | Emmanuel Degland | 56,27 m       | Simone Warnier        | 31,67 m      |